# Caitlin Clark
Caitlin Clark   (Des Moines, 22 de gener de 2002) és una jugadora de bàsquet estatunidenca que mesura 1,83 m i juga a la posició de base. Forma part dels Indiana Fever, equip de la WNBA, d'ençà l'any 2024 i és considerada una de les jugadores més importants de la lliga.

## Trajectòria
Va néixer a la localitat de Des Moines, a l'estat d'Iowa. És filla de Brent Clark i Anne Nizzi Clark i la segona de tres germans. El seu avi matern havia estat entrenador de futbol americà al Dowling Catholic. Amb cinc anys comença a jugar a bàsquet, en un equip masculí perquè els seus pares no en van trobar de femenins a la zona. Amb 13 anys comença a jugar amb els All Iowa Attack, un equip amateur de la ciutat d'Ames, Iowa.
Més endavant, quan comença l'institut, fitxa pel Dowling Catholic High School on, ja des del primer any, destaca fent bones estadístiques sota la batuta de l'entrenadora Kristin Meyer. Els dos primers anys, combina el bàsquet amb el futbol, però acaba deixant el segon per centrar-se en el primer. Durant l'etapa a l'institut, és nomenada millor jugadora d'Iowa en un parell d'ocasions, el 2019 i el 2020. El 2019 també és part de la selecció nord-americana que guanya el campionat del món sub-19.
La temporada 2020-21 comença la seva etapa universitària a la NCAA on juga amb la University of Iowa. La primera temporada és considerada una de les deu millors jugadores debutants de l'any. El 2021 torna a guanyar el campionat del món sub-19 amb els Estats Units i és escollida millor jugadora del torneig. La temporada 2022-23 és nomenada millor jugadora universitària de l'any per l'agencia de noticies Associated Press. En la seva darrera temporada arriba a les finals de l'NCAA on perd davant South Carolina. Tot i això, anota 30 punts en el darrer partit i es converteix en la màxima anotadora de la història de la NCAA.

## WNBA
La temporada 2024-25 debuta a l'NBA amb l'equip dels Indiana Fever que l'escullen com a número 1 del draft de 2024. Aquell mateix any és escollida com a millor jugadora debutant de la temporada per unanimitat.